# Forssa
Forssa [ˈfɔrsːɑ] ist eine Industriestadt in der finnischen Region Häme mit 16.459 Einwohnern (Stand 31. Dezember 2022).

## Lage
Forssa liegt im Westen der Landschaft Kanta-Häme am Fluss Loimijoki. Die Nachbargemeinden von Forssa sind Tammela im Südosten, Jokioinen und Humppila im Westen und Urjala im Norden. Die Stadt ist das Zentrum der gleichnamigen Verwaltungsgemeinschaft (seutukunta); viele Einwohner der Nachbargemeinden pendeln zur Arbeit nach Forssa. Forssa liegt im dicht besiedelten Dreieck zwischen den südfinnischen Städten Helsinki, Turku und Tampere. Die nächste größere Stadt ist Hämeenlinna 56 Kilometer östlich, die Entfernung zur Hauptstadt Helsinki beträgt rund 110 Kilometer.
Die eigentliche Stadt Forssa besteht aus den Stadtteilen Haudankorva, Järvenpää, Kaikula, Keskusta, Kalliomäki, Korkeavaha, Kuhala, Kuusto, Lamminranta, Linikkala, Ojalanmäki, Paavola, Pikku-Muolaa, Pispanmäki, Talsoila, Vieremä, Viksberg und Tölö. Daneben umfasst das 254,6 Quadratkilometer große Gemeindegebiet einen Teil des ländlichen Umlandes mit den Ortschaften Koijärvi und Matku sowie den Dörfern Ahoniitty, Haisio, Ilvesoja, Järvenpää, Kojo, Lunttila, Vuolle, Lempää, Rekirikko, Kukkapää, Vuoltu, Kalsu, Saviniemi, Raitoo und Suonpää.
Forssa entstand, als der schwedische Fabrikant Axel Wilhelm Wahren 1847 an einer Stromschnelle des Loimijoki eine Spinnerei gründete. Um die Fabrik herum entstand in den folgenden Jahren eine einwohnerstarke Ortschaft. Bis in die 1970er-Jahre war die Textilindustrie der wichtigste Wirtschaftszweig in Forssa. Der stark durch die Industrie geprägte Ort war eine der Hochburgen der finnischen Arbeiterbewegung: Bei ihrem Parteitag in Forssa 1903 verabschiedete die Finnische Arbeiterpartei ihr neues Programm und nahm den heutigen Namen Sozialdemokratische Partei Finnlands an. 1923 wurde Forssa aus der Gemeinde Tammela gelöst und zu einem eigenständigen Marktflecken erhoben. 1964 wurde Forssa schließlich zur Stadt, die sich 1969 durch die Eingemeindung von Koijärvi nochmals vergrößerte.
Heute sind neben der Textilindustrie die Lebensmittelherstellung und Druckerei wichtige Industriezweige in Forssa. Der größte in der Stadt ansässige Betrieb ist der Lebensmittelproduzent HK Ruokatalo. Die finnische Wirtschaftskrise Anfang der 1990er-Jahre war ein schwerer Schlag für die Entwicklung von Forssa. Seitdem nimmt die Einwohnerzahl der Stadt, die in den 1980er-Jahren noch über 20.000 betragen hatte, konstant ab.

## Verkehr
Die Stadt war Endpunkt der Bahnstrecke aus Humppila, einer schmalspurigen Bahnstrecke (750 mm), auf der durch Jokioisten Museorautatie ein 14 km langes Reststück von Humppila bis Jokioinen als Museumsbahn betrieben wird. In Forssa schloss sich von 1899 bis 1973 eine mit 500 V elektrifizierte Industriebahn an, die mit der gleichen Spurweite zahlreiche Betriebe in der Stadt versorgte.

## Söhne und Töchter der Stadt
- Esko Aaltonen (1893–1966), Soziologe und Volkskundler
- Pentti Niinivuori (1931–1988), Boxer
- Kalevi Aho (* 1949), Komponist
- Petri Kujala (* 1970), Eishockeyspieler
- Anita Hakala (* 1971), Skilangläuferin und Biathletin
- Pasi Raitanen (* 1971), Eishockeyspieler
- Mikko Saviniemi (* 1971), Basketballspieler
- Miia Nuutila (* 1972), Schauspielerin und Moderatorin
- Johanna Paasikangas-Tella (* 1974), Schachspielerin
- Heli Peltonen (* 1977), Skilangläuferin
- Kirsi Perälä (* 1982), Skilangläuferin
- Sanni Grahn-Laasonen (* 1983), Politikerin
- Janica Rauma (* 1986), Hindernisläuferin
- Roosa Koskelo (* 1991), Volleyballspielerin
- Juuse Saros (* 1995), Eishockeytorwart

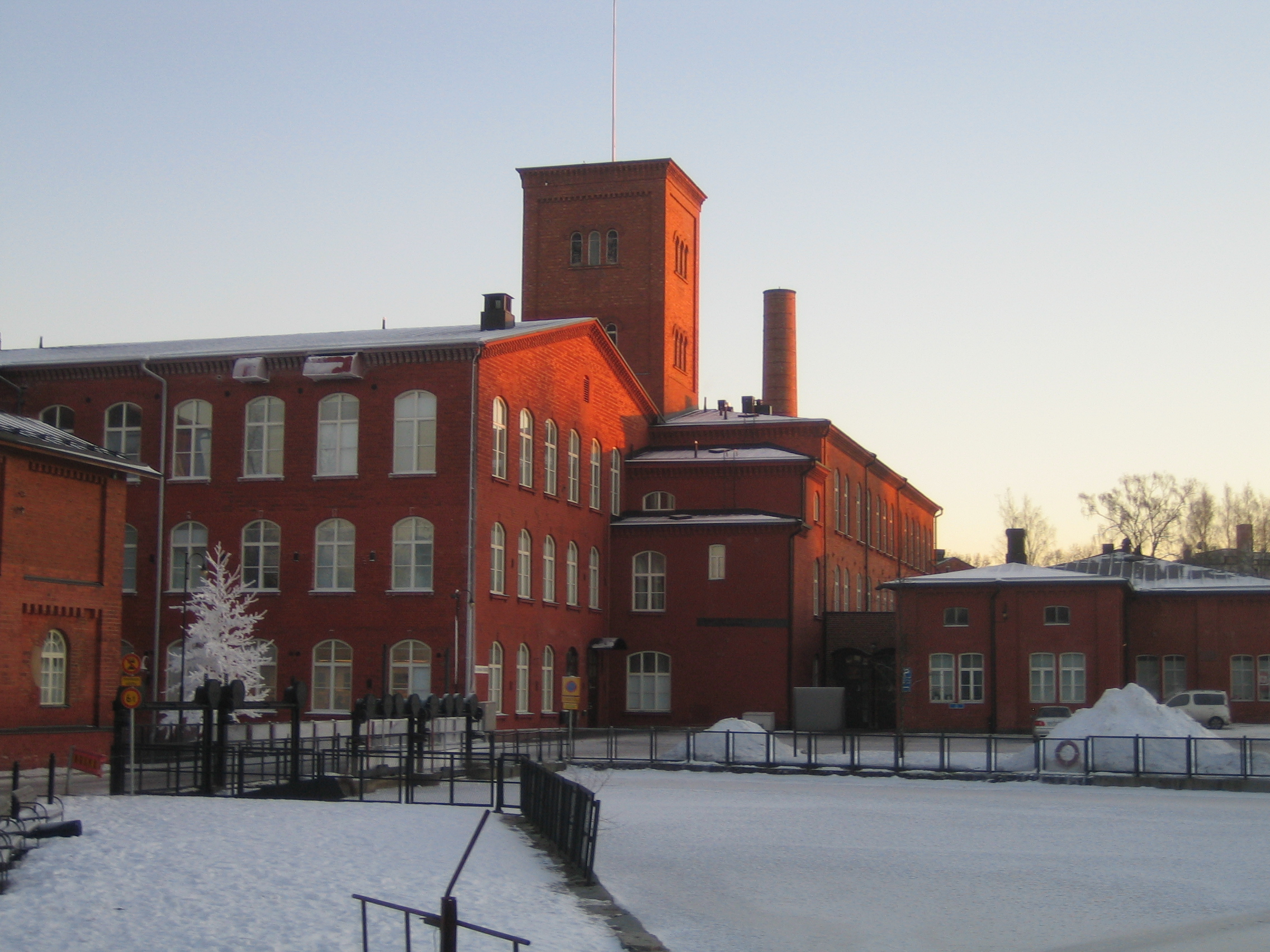
Die historische Spinnerei von Forssa
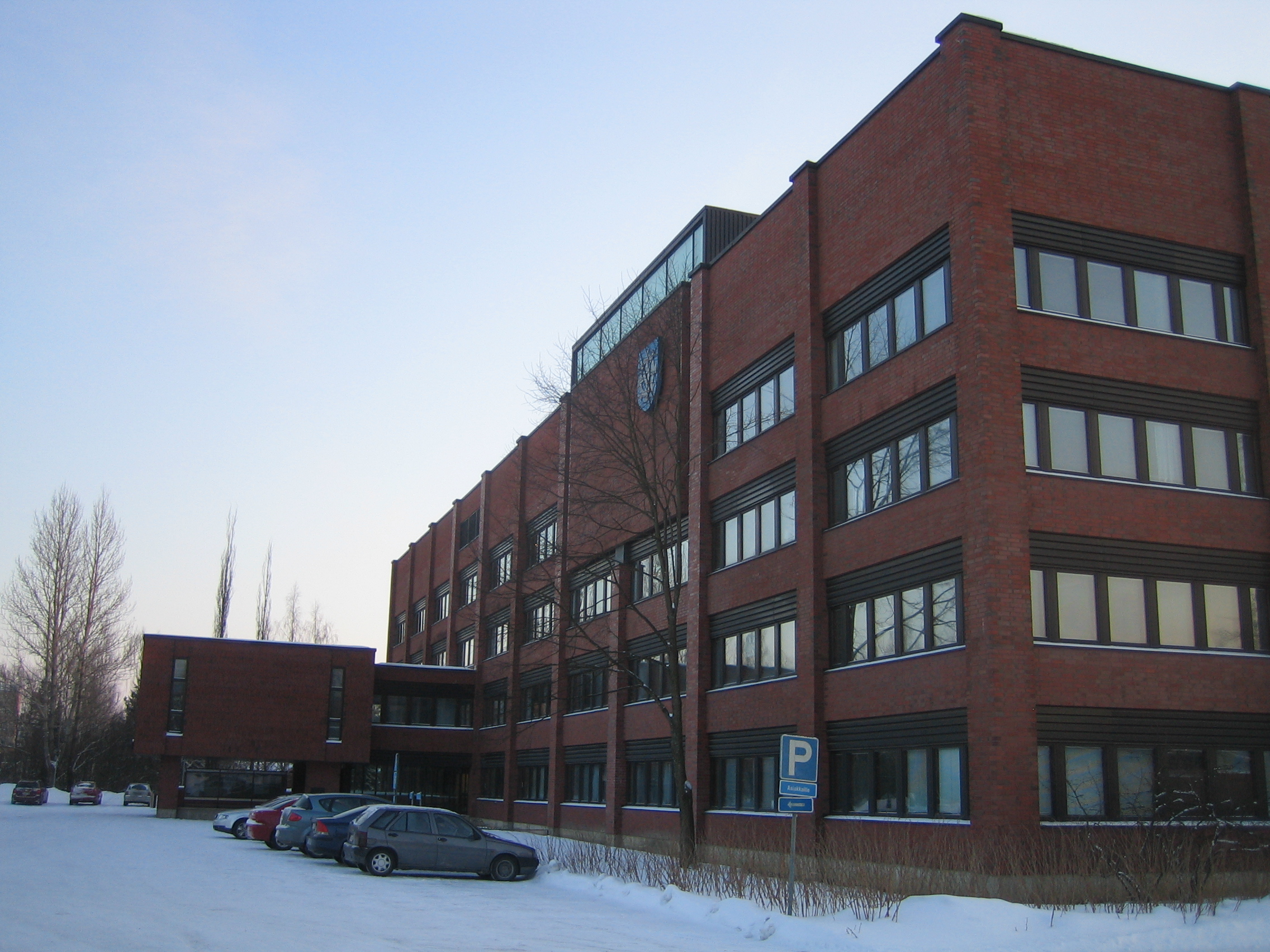
Das Rathaus von Forssa
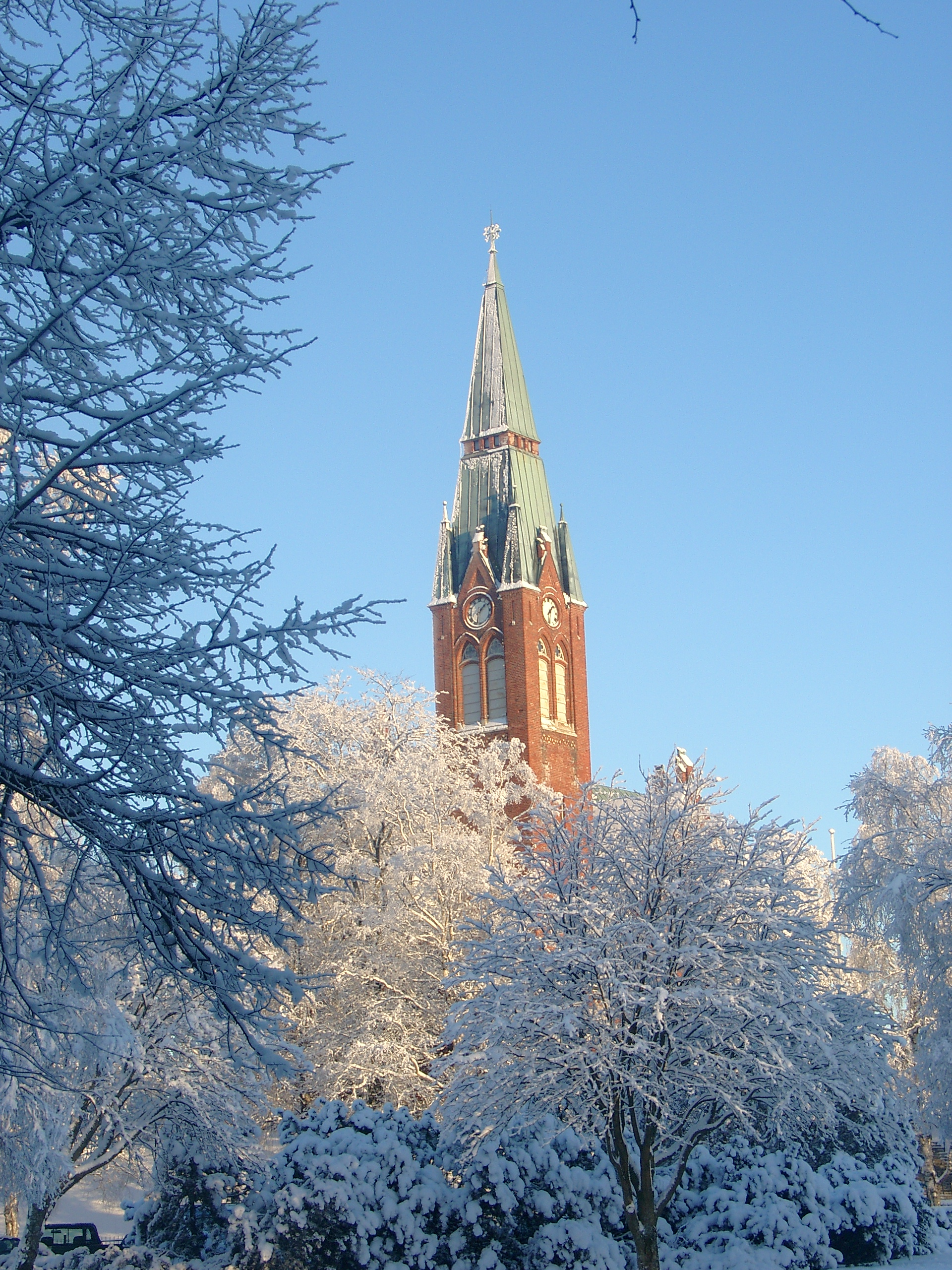
Die von Josef Stenbäck entworfene Kirche von Forssa wurde 1914–1917 erbaut.